# Gatekeepaz
I Gatekeepaz sono un gruppo musicale hip hop italiano formatosi a Nichelino (Torino).
I membri attuali del collettivo sono: Antani Savage, Ango Sprite, Bladaz, Beeru, Psycho Killa, Dawlaz, DragWan, Dhemo, DJ RobyOne Kenoby, Deal MC, Hopus, Mastafive, Maury B, Marco Specchio, Netom, Ombra, Pee MC, Psyko Vibe, Rawl MC, Steel The Flux, Strike The Head, Trizta, Extra Tee, Faktor, Dj Walterix, Thai Smoke e Roy Zen.

## Storia
Nel 1998 il gruppo ha realizzato e pubblicato l'EP intitolato Custodi Del Segreto con le produzioni di Masta Five e Dihlyo, sotto lo pseudonimo di GatekeyzProd.Actions.
L'anno seguente è stata la volta dell'album d'esordio intitolato Dietro il cancello. L'album ha portato il gruppo alla notorietà in campo nazionale, grazie a brani come Tecniche perfette (Remix), Dietro il cancello, Everyday Is a Hot Day, Voci dall'ignoto, One Love, Strictly Hardcore e Casi clinici. Il flow del disco vario ed articolato, oscilla tra le liriche estreme di Psyko Killa , le tecniche di Dihlyo e le rime profonde di Ango Sprite che si innestano su strumentali dure e martellanti.
Sia Custodi del segreto che Dietro il cancello sono pubblicati da Unda Funk Records.
I Gatekeepaz hanno collaborato con molti artisti del panorama hip hop italiano: DJ Double S, Flaminio Maphia, Turi, DJ Lugi, The NextOne, Piotta. Dopo l'uscita di Gate Metal Jacket nel 2000 (compreso anche nella colonna sonora del film Roma metal jacket) l'anno successivo fanno uscire per la compilation dedicata a MC Giaime il singolo "O2 - Blow Ya Mind", Attualmente i Gatekeepaz sono inattivi come gruppo ma sempre presenti come crew.
Deal The Dihlyo, Mastafive, Steel Da Flux e Contempla hanno poi creato il progetto Underground People  tra il 2002 e il 2003.
Nel continuo riproporsi i 3 componenti Deal The Dihlyo, Mastafive, Steel Da Flux con l'aggiunta di Ango Sprite hanno dato vita al progetto "Gate Keyz" nato nei primi mesi del 2005 (diventata sigla di collegamento di tutte le loro produzioni) con la precisa intenzione di portare avanti sonorità e tematiche tipiche dei precedenti lavori.
Recentemente è uscito l'album Stai tranquillo dei Gate Keyz, con all'interno il brano omonimo e Vi parlo di me .

## Discografia
Album in studio
- 1999 – Dietro il cancello

EP
- 1998 – Custodi del segreto
- 2000 – Gate Metal Jacket